# 앨리스의 이상한 나라 베이커리
앨리스의 이상한 나라 베이커리(영어: Alice's Wonderland Bakery)는 1951년에 개봉을 한 월트 디즈니의 영화 이상한 나라의 앨리스를 원작으로, 창작자는 꼬마의사 맥스터핀스(영어: Doc Mcstuffins)와 리나는 뱀파이어(영어: Vampirina)의 첼시 베일(Chelsea Beyl)가 제작을 하였다.

## 목소리 출연
한국어판
키키 - 전숙경

## 우리말 연출
- 한국어 제작 : Disney Character Voices International,Inc.
- 기획 : 월트디즈니컴퍼니코리아 유한책임회사